# Каріна Панкевич
Каріна Панкевич (англ. Karina Pankievich, нар. у Фрай-Бентос) — уругвайська транс-активістка, голова Асоціації трансгендерів Уругваю (ATRU), координатор у Південній Америці Латиноамериканської та карибської мережі транс-людей.

## Біографія
Каріна Панкевич народилась в Уругваї, у 13 років переїхала в Монтевідео, де у 15 років почала працювати у секс-індустрії. В роки військової диктатури в Уругваї вона була вимушена емігрувати з країни у Бразилію та Аргентину.
1985 року вона повернулася в Уругвай і разом з іншими трансгендерами долучилась до руху за права ЛГБТІ. Того ж року за її сприяння була заснована Асоціація трансгендерів Уругваю (ATRU), метою якою була підтримка і мобілізації активістів для боротьби за їх права. Згодом ATRU перетворилась у мережу груп, що борються за права трансгендерів не лише в Уругваї, але й в інших країнах Південної Америки.
Одним найяскравіших успіхів ATRU став Марш за різноманітність спільноти ЛГБТІ в Уругваї. Перший марш пройшов 1992 року і в ньому взяли участь декілька активістів. 2019 року в марші у Монтевідео взяли участь 130 000 людей.
У 2016 році за сприяння ATRU в Уругваї пройшов перший перепис людей-трансгендерів, і в результаті було зареєстровано 872 трансгендерів, які проживають на території країни. Після цього в Уругваї був ухвалений Закон про трансгендерів, який надає їм право на операцію зі зміни статі, яка буде оплачуватися державою, а також на гормональну терапію. Консервативна фракція парламенту Уругваю ініціювала референдум для скасування цього закону. Завдяки агітаційній роботі ATRU на референдум прийшли менше 10 % виборців, для того, щоб референдум був визнаний чинним потрібна була участь щонайменше 25 %.
За багатолітню діяльність на захист прав ЛГБТІ в Уругваї у грудні 2019 року Каріна Панкевич була визнана почесним громадянином Монтевідео. Вона стала першою з трансгендерів, кому було надано це звання.